# Tabanus separatus
Tabanus separatus är en tvåvingeart som beskrevs av Günther Enderlein 1930. Tabanus separatus ingår i släktet Tabanus och familjen bromsar.
Artens utbredningsområde är Egypten. Inga underarter finns listade i Catalogue of Life.